# آسیاب‌آبی شهداد
آسیاب آبی شهداد مربوط به دوره قاجار است و در کرمان، جنوب شرقی شهداد، محله رسول آباد واقع شده و این اثر در تاریخ ۷ مهر ۱۳۸۱ با شمارهٔ ثبت ۶۱۲۰ به‌عنوان یکی از آثار ملی ایران به ثبت رسیده‌است.